# Дунфэн (Цзямусы)
Дунфэ́н (кит. упр. 东风, пиньинь Dōngfēng, буквально: «Восточный ветер») — район городского подчинения городского округа Цзямусы провинции Хэйлунцзян (КНР).

## История
Исторически в этих местах компактно проживали монголы и нанайцы. С 1914 года эти земли входили в состав уезда Хуачуань. Когда в 1937 году посёлок Цзямусы получил статус города, то здесь был образован район Шуйсянь (水乡区). Когда в городе утвердились коммунисты, то вместо названий районам дали номера, и в 1947 году здесь был образован Четвёртый район (第二区), а с 1948 года — Третий район (第3区). В 1956 году деление города на районы было ликвидировано.
В 1958 году деление города на районы было воссоздано, и эти земли оказались под юрисдикцией района Хэпин (和平区). В 1961 году восточная часть района Хэпин была выделена в отдельный район Цзядун (佳东区). В 1968 году район Цзядун был переименован в Дунфэн.

## Административное деление
Район Дунфэн делится на 5 уличных комитетов (в городе Цзямусы) и 2 волости.
| № | Название | Название (кит.) | Статус          | Население чел. (2010) | На карте                         |
| - | -------- | --------------- | --------------- | --------------------- | -------------------------------- |
| 1 | Сунцзян  | 松江乡          | волость         | 54663                 | 46°50′09″ с. ш. 130°25′56″ в. д. |
| 2 | Цзаочжи  | 造纸街道办事处  | уличный комитет | 27982                 | 46°49′16″ с. ш. 130°24′33″ в. д. |
| 3 | Сяоюнь   | 晓云街道办事处  | уличный комитет | 27515                 | 46°49′16″ с. ш. 130°24′33″ в. д. |
| 4 | Цзяньго  | 建国街道办事处  | уличный комитет | 18956                 | 46°49′16″ с. ш. 130°24′33″ в. д. |
| 5 | Цзядун   | 佳东街道办事处  | уличный комитет | 17919                 | 46°49′16″ с. ш. 130°24′33″ в. д. |
| 6 | Цзяньго  | 建国乡          | волость         | 11716                 | 46°52′32″ с. ш. 130°32′52″ в. д. |
| 7 | Цзяньань | 佳南街道办事处  | уличный комитет | 1711                  | 46°49′16″ с. ш. 130°24′33″ в. д. |

## Соседние административные единицы
Район Дунфэн на юго-западе граничит с районами Цяньцзинь и Сянъян, на западе — с районом Цзяо, на востоке — с уездом Хуачуань, на севере — с уездом Танъюань.